# Attaques d'août 2024 au Baloutchistan
Guerres baloutches
Le 26 août 2024, l'Armée de libération du Baloutchistan (ALB) a lancé une série d'attaques terroristes dans la province du Baloutchistan au Pakistan sous le nom d'Opération Hereof. Les attaques ont été menées contre des chauffeurs de camions civils ainsi que contre des installations militaires et des policiers, tuant au moins 95 personnes et en blessant d'autres.

## Contexte
La province du Baloutchistan au Pakistan est le théâtre d’ une insurrection qui s’est intensifiée depuis 2003. L'insurrection oppose des groupes armés baloutches indépendantistes au gouvernement pakistanais ainsi qu'au gouvernement de l'Iran voisin. Le 26 août 2024 marque le 18e anniversaire de la mort de Akbar Bugti, ancien gouverneur et Ministère en chef du Baloutchistan (en). Sa mort lors d’une opération militaire en 2006 reste un événement crucial dans l’insurrection en cours au Baloutchistan. L’année 2024 a été marquée par de multiples incidents violents dans la province, notamment les escarmouches entre l'Iran et le Pakistan (en) qui ont tués plus d’une douzaine de civils dans les deux pays et des attentats à la bombe en février (en) qui ont tués plus de 30 personnes dans la province pakistanaise.

## Déroulement
L'ALB annonce une série d'attaques contre l'armée pakistanaise sous le nom d'opération Hereof dans la soirée du 25 août 2024. Les attaques touchent plusieurs sections d'autoroutes, dont la voie reliant Karachi à Quetta de la route nationale 8, et endommage une gare ferroviaire dans le district de Mastung. Des attentats suicides sont perpétrés contre une base d'opérations spéciale pakistanaise à Bela (en). L'armée pakistanaise a officiellement confirmée la mort de 14 soldats et policiers lors des attaques.
Vingt-trois civils pendjabis ont été tués sur une autoroute du district de Musakhel dans ce qui a été décrit comme faisant partie d'une vaste campagne de nettoyage ethnique des personnes d'origine pendjabi par des militants baloutches de la région. Environ 30 à 40 combattants armés ont arrêter des passagers voyageant dans des camions et des bus et vérifié leurs identités avant d'abattre les passagers d'origine pendjabi, avant d'incendier les véhicules,. Le porte-parole de l'ALB, Jeeyand Baloch, a reconnu la culpabilité de l'organisation dans ces exécutions et a affirmé que les victimes étaient des agents du renseignement infiltrés. Cinq autres civils ont été tués dans le district de Kalat.
L'armée pakistanaise a déclaré dans un communiqué qu'au moins 21 combattants ont été tués par les forces armées,. Une attaque contre une installation ferroviaire a également entraîné la suspension du transit vers Quetta.
Le premier ministre pakistanais, Shehbaz Sharif, a condamné les attaques.